# Елім (цар)
Елім (*д/н — бл. 310 до н. е.) — цар племінного союзу массіліїв (Східна Нумідія) в 344—310 роках до н. е.

## Життєпис
За окремими відомостями спочатку був вождем массіліїв або царем племінного союзу. Потім зумів підкорити союз масесиліїв. Тому згадується як далекий попередник Сіфакса.
Більше відомостей відносяться до останніх років життя Еліма, коли він підтримав сиракузького царя Агафокла. У зв'язку з цим Діодор Сицилійський вказує на Еліма як царя лівійців. Дослідники припускають, що потуга його була такою значною, що він також підкорив лівійців, або очолив їх повстання після висадки Агафокла в Африці. Разом з тим стародавні греки називали лівійцями усіх, хто не належав до Карфагену.
Елім прийшов з військом на допомогу Агафоклу під час облоги порту Гадрумет близько 310 року до н. е. За цим вони спільно захопили інше місто — Тапс. Втім невдовзі з невідомих причин Елім перейшов на бік Кафрагену: можливо внаслідок інтриг карфагенськогоу ряду або через недовіру до Агафоклу, який був відомий підступністю. В результааті битви у 310 або 309 році до н. е. Елім зазнав поразки від Агафокла й загинув.
Його держава розпалася. Царем массіліїв став син Ілле.